# Virginie Cueff
Virginie Cueff (Gouesnou, Finisterre, 18 de juny de 1988) és una ciclista francesa especialista en pista. Ha participat en dos edicions dels Jocs Olímpics.

## Palmarès
- 2008
  -  Campiona d'Europa sub-23 en Velocitat per equips (amb Sandie Clair)
- 2009
  -  Campiona d'Europa sub-23 en Velocitat per equips (amb Sandie Clair)
- 2010
  -  Campiona d'Europa sub-23 en Velocitat per equips (amb Sandie Clair)
- 2013
  -  Campiona de França en Velocitat
- 2014
  -  Campiona de França en Velocitat
  -  Campiona de França en 500 metres
  -  Campiona de França en Keirin
- 2015
  -  Campiona de França en Velocitat
  -  Campiona de França en 500 metres